# Црвена коњица (слика)
Црвена коњица је слика руског авангардног уметника Казимира Маљевича из 1932. године. Приказује коњанике Црвене коњице како јуре равницом, а тло испод њих је илустровано супрематистичким колоризованим пругама. Сматра се јединим Маљевичевим значајним доприносом совјетској уметности; уметник је дело намерно датирао у 1918. годину, а на полеђини је додао натпис „Из престонице Октобарске револуције, Црвена коњица јаше да брани совјетску границу“.